# Phantom Quest Corporation
Phantom Quest Corporation (jap. 幽幻怪社, Yūgenkaisha, offiziell: You-gen-kai-sya, dt. etwa: „Firma für Geister und Seltsames“) ist der Titel einer 4-teiligen OVA, die von Madhouse im Auftrag von Pioneer LDC produziert wurde. Der Titel ist ein Wortspiel mit Yūgen kaisha (有限会社), der japanischen Variante einer GmbH.
In Deutschland wurde sie sowohl im Fernsehen auf dem Sender VOX ausgestrahlt als auch mehrmals sowohl als VHS- als auch auf zwei unterschiedlichen DVD-Versionen veröffentlicht.
Eine in der Konzeption sehr ähnliche Manga- und Anime-Serie trägt den Titel Ghost Sweeper Mikami.

## Handlung
Im 6. Jahr der Heisei-Ära (= 1994) fällt eine Gesellschaft aus dem Bild der Firmenlandschaft Japans: Die Phantom Quest Corporation ist eine Dienstleistungsgesellschaft, die Dämonen jagt und Geister austreibt.
An der Spitze der Phantom Quest Corporation ist die temperamentvolle Ayaka Kisaragi, die das Leben gerne in vollen Zügen genießt und nicht lange mit ihren Gegnern fackelt. Trotz ihrer Fähigkeiten im Kampf gegen das Übernatürliche sind vor allem ihre schlechten Angewohnheiten, die insbesondere darin bestehen viel Sake zu trinken, sich einem Einkaufsrausch nach dem anderen hinzugeben und bis in den Tag hinein zu schlafen, dafür verantwortlich, dass ihre Firma am Ende einer jeden Episode „in den roten Zahlen“ steckt. Auf die Art können auch die vielen hinzugezogenen Experten nicht bezahlt werden, wie etwa die Wahrsagerin Suimei.
Die Handlung umfasst vier voneinander unabhängige Akten: In der ersten Akte betätigt sich Ayaka als Vampirjägerin, in der zweiten beschäftigt sie sich mit dem mysteriösen Tod eines Taxifahrers, der nach einem harmlos wirkenden Unfall plötzlich verstarb. Im dritten Teil wird sie von einem Unternehmer beauftragt, einen Geist auszutreiben, der in einem Museum sein Unwesen treiben soll und die Einrichtung einer von ihm gesponserten Ausstellung massiv behindert. Die letzte Episode konfrontiert Ayaka und Mamoru mit einer Konkurrenz aus buddhistischen Mönchen, die jedoch die Geister und Dämonen, die sie selbst eingefangen haben dazu nutzen, um sich weitere Aufträge zu sichern.

## Veröffentlichungen
Basierend auf dem Konzept von Jūzō Mutsuki verfasste Mami Watanabe das Serienskript und schrieb auch das Drehbuch der ersten Episode, sowie zusammen mit Tetsu Kimura auch das der dritten, während das der zweiten und vierten Episode von Tatsuhiko Urahata geschrieben wurde. Regie führten Kōichi Chigira in Episode 1, Morio Asaka in den Episoden 2 und 4, sowie Takuji Endō in Episode 3. Für das Character Design war Hitoshi Ueda verantwortlich.
Die OVA erschien vom 25. August 1994 bis 25. Februar 1995 in Japan in vier Teilen auf Laserdisc und VHS sowie zwei Jahre später in den USA auf zwei VHS-Kassetten. In Deutschland wurde die Serie wie in den USA zunächst auf zwei VHS-Kassetten veröffentlicht, die sowohl den japanischen Originalton, als auch einen englischen Dub enthielt und für den deutschen Markt mit einem Untertitel versehen war.
Die deutsche Erstveröffentlichung auf DVD erfolgte 2001 durch Pioneer LDC unter dem Titel „Phantom Quest Corporation - Perfect Collection“ selbst, den Exklusivvertrieb übernahm A.C.O.G. Als Basis für den Videostream wurde die englische Version verwendet, was sich vor allem darin äußert, dass das Opening und Ending einer jeden Episode mit englischen Texten versehen ist.
Die OVA wurde auch mehrmals im deutschsprachigen Free-TV gezeigt: Die erste Episode der OVA wurde in der Erstausstrahlung auf dem Sender VOX im Rahmen einer Anime-Comedy-Nacht mit den Animes El Hazard OVA 1-2, der ersten Episode von Wedding Peach DX und Moldiver in deutscher Synchronisation, sowie dem ersten Slayers-Kinofilm, dem ersten Special von The Irresponsible Captain Tylor im japanischen Originalton mit deutschsprachigen Untertiteln ausgestrahlt.
Nachdem diese Episode ein weiteres Mal am 6. September 2003 mit weiteren ersten Episoden der Serien Arjuna, Comic Party, Cosplay Complex, DNA², Kishin Corps, The Hakkenden, Legend of Basara, Najica Blitz Tactics und Sakura Wars im Originalton mit Untertiteln ausgestrahlt wurde, wurde die Serie etwa einen Monat später zusammengeschnitten als „Movie-Version“ auf VOX komplett gezeigt und im Januar und Mai 2004 auf dem Sender XXP wiederholt.
Die zweite DVD-Veröffentlichung in Deutschland erfolgte am 25. Juli 2005 durch SPVision unter dem gleichen Titel, jedoch mit neu gestalteten Cover und DVD-Menüs, drei Tonspuren in mehreren Sprachversionen.

### Synchronisation
Für die ersten Ausgaben sowohl der VHS- als auch der später erschienenen DVD-Version waren noch keine deutschsprachige Synchronisation vorgesehen: Sie erschienen lediglich mit deutschen Untertiteln, und während noch die VHS-Fassung sowohl japanisch als auch englisch vertont war, fehlte in der DVD-Fassung die englische Tonspur. Die Neuauflage dieser Veröffentlichung wurde in den Studios der Elektrofilm Postproduction Facilities GmbH. Das Dialogbuch stammt von der gleichzeitig Synchronregie führenden Ulrike Lau.
| Rolle                | Japanischer Sprecher (Seiyū) | Deutscher Sprecher |
| -------------------- | ---------------------------- | ------------------ |
| Ayaka Kisaragi       | Rika Matsumoto               | Nadja Reichardt    |
| Kōzō Karino          | Kōichi Yamadera              | Uwe Büschken       |
| Mamoru Shimesu       | Kazu Ikura                   | Rubina Kuraoka     |
| Rokkon               | Yūsaku Yara                  | Tom Deininger      |
| Suimei               | Naoko Watanbe                | Marianne Lutz      |
| Makiko Mizuno        | Yuka Koyama                  | Manja Doering      |
| Yūjiro Ishibara      | Naoki Tatsuta                | Thomas Hailer      |
| Ruriko Asakaga       | Yōko Kawanami                | Ulrike Lau         |
| Sano, der Taxifahrer | Machi Yuji                   | Olaf Reichmann     |
| Fr. Sano             | Mizuki Ōtsuka                | Maja Dürr          |
| Mukyō                | Seki Toshihiko               | Matthias Klages    |
| Nanami Rokugo        | Kotono Mitsuishi             | Julia Meynen       |
| Natsuki Ogawa        | Aya Hisakawa                 | Gundi Eberhard     |
| Toru Nakasugi        | Kaneto Shiozawa              | Viktor Neumann     |

### Musik
Sowohl das Opening That's Yūgenkaisha (THAT'S 幽幻怪社, dt. etwa: „So ist die Phantom Quest Corp.“) als auch das Ending der Episoden Mahiru no tokai (真昼の都会, dt. etwa: „Mittägliche Großstadt“) wurden von Rika Matsumoto gesungen, die zugleich in der Originalfassung der Serie die Hauptrolle Ayaka spricht. Während der Liedtext von Natsuko Karedo stammt, komponierte Junichi Kanezaki die Melodie.
Zusätzlich zur Veröffentlichung in Japan erschien auch ein ebenfalls von Pioneer LDC vertriebener Soundtrack zur OVA.

## Light Novel
Von Mami Watanabe stammt eine Light Novel zu Yūgenkaisha, die im September 1995 bei Fujimi Shobō erschien (ISBN 4-8291-2643-4). Die Illustrationen stammen von Hitoshi Ueda und Asako Nishida.